# Pero amyclaria
Pero amyclaria är en fjärilsart som beskrevs av Walker 1860. Pero amyclaria ingår i släktet Pero och familjen mätare. Inga underarter finns listade i Catalogue of Life.